# Orane
Orane (en serbe cyrillique : Оране) est un village de Serbie situé dans la municipalité de Bojnik, district de Jablanica. Au recensement de 2011, il comptait 85 habitants.

## Démographie
| 1948 | 1953 | 1961 | 1971 | 1981 | 1991 | 2002 | 2011 |
| ---- | ---- | ---- | ---- | ---- | ---- | ---- | ---- |
| 799  | 764  | 678  | 566  | 414  | 221  | 152  | 85   |

|  |